# Kåtamyrbäcken
Kåtamyrbäcken är ett naturreservat i Jokkmokks kommun i Norrbottens län.
Området är naturskyddat sedan 2009 och är 2 kvadratkilometer stort. Reservatet omfattar flacka norrsluttningar ner mot bäcken. Reservatet består av urskogsartad tallskog. 